# Melat Yisak Kejeta
Melat Yisak Kejeta (* 27. September 1992 in Achebe, Äthiopien) ist eine deutsche Langstreckenläuferin und zweifache Olympiateilnehmerin (2020, 2024).

## Werdegang
Melat Kejeta, die in Äthiopien aufwuchs, trat erstmals im April 2011 auf internationaler Ebene in Erscheinung, als sie beim Rabat-Halbmarathon 18-jährig in 1:10:43 h auf den fünften Platz lief. Fünf Monate darauf entschied sie den Turin-Halbmarathon mit 1:12:41 h für sich. Auch im Folgejahr startete Kejeta bei Halbmarathonläufen, beim Humarathon zwischen Ivry-sur-Seine und Vitry-sur-Seine lief sie in 1:10:27 h hinter den beiden Kenianerinnen Cynthia Jerotich Limo und Gladys Kipsoi auf Platz 3 und den Delhi-Halbmarathon beendete sie nach 1:16:51 h auf Platz 13.
Anfang 2013 kam Kejeta beim Adana-Halbmarathon in 1:11:09 h zwölf Sekunden hinter ihrer Landsfrau Mulu Seboka als Zweite ins Ziel. Noch im selben Jahr setzte sie sich bei einem Wettkampf in Italien nach Deutschland ab; als Grund für die Flucht gab die zur Volksgruppe der Oromo gehörende Läuferin an, dass sie gegen ihren Vater hätte aussagen müssen und sich geweigert habe.
In Deutschland bestreitet Kejeta seitdem regelmäßig Rennen – so gewann sie 2013 den Darmstadt-Halbmarathon, 2014 den Halbmarathon im Rahmen des Mannheim-Marathons und 2015 ebenfalls über die Halbmarathondistanz beim Küstenmarathon in Otterndorf –, kam aber zunächst nicht an ihre vorherige Leistungsstärke heran.
Im Jahr 2016 wechselte Kejeta, die zuvor für die LG Eintracht Frankfurt gestartet war, zum PSV Grün-Weiß Kassel und zu Trainer Winfried Aufenanger. Im Herbst belegte sie beim Great 10k in Berlin in 33:09 min den zweiten Platz und siegte beim Alsterlauf in Hamburg über dieselbe Distanz bei den integrierten Deutschen Meisterschaften in 33:19 min. Im Folgejahr blieb es ihr verwehrt, ihren Titel zu verteidigen, da aufgrund einer neuen Regelung des Deutschen Leichtathletik-Verbandes (DLV) nun eine deutsche Staatsangehörigkeit und nicht wie zuvor nur ein deutscher Startpass und ein ständiger Wohnsitz im DLV-Gebiet für eine Meisterschaftsteilnahme erforderlich war.
Dafür schloss Kejeta mit insgesamt sechs Halbmarathonläufen im Zeitbereich zwischen 1:11:00 h und 1:12:30 h erstmals wieder an ihre Leistungsstärke vor 2013 an. Ihre Jahresbestzeit erzielte sie mit 1:11:00 h als Vierte des Berliner Halbmarathons, außerdem gewann sie die Halbmarathons in Kiel (1:11:47 h), Kassel (1:11:36 h) sowie Krakau (1:12:04 h) und belegte zusätzlich beim CPC Loop Den Haag in 1:12:30 h Rang drei und bei der Route du Vin zwischen Remich und Wormeldingen in 1:11:19 h Rang zwei.
Zum Jahresende wurde sie beim Silvesterlauf in Trier über 5 km hinter Konstanze Klosterhalfen und Salome Nyirarukundo Dritte.
Nach einem zehnwöchigen Trainingslager in Kenia verbesserte Kejeta ihre Halbmarathon-Bestzeit im März 2018 beim Venloop als Zweitplatzierte hinter Nancy Kiprop auf 1:08:41 h. Zwei Wochen später gewann sie den Berliner Halbmarathon in 1:09:04 h. Nachdem danach eine Knieverletzung eine Herbstsaison inklusive geplantem Marathondebüt verhindert hatte, gewann sie in der ersten Jahreshälfte 2019 den Zwolle-Halbmarathon (1:09:29 h) sowie den Hamburg-Halbmarathon bei Temperaturen von über 30 Grad (1:11:29 h) und belegte beim Oelder Citylauf über 10 km in 31:50 min Rang vier. Außerdem erhielt Kejeta im März nach bestandenem Einbürgerungstest die deutsche Staatsbürgerschaft.
Als für den nationalen Verband interessante Topathletin konnte dies ein Jahr früher als offiziell vorgesehen passieren, nachdem der DLV die notwendige Empfehlung aussprach und das zuständige Ministerium des Innern und für Sport sowie der Deutsche Olympische Sportbund ebenfalls zustimmten. Im September debütierte sie schließlich beim Berlin-Marathon über die Marathondistanz, in 2:23:57 h wurde sie Sechste und unterbot damit die Olympiaqualifikationsnorm von 2:29:30 h deutlich.
Zugleich lief sie in der ewigen deutsche Bestenliste auf Platz zwei hinter Irina Mikitenko. Vorbereitet hatte sie sich mit einem zweimonatigen Trainingslager im kenianischen Kaptagat, in dem sie sich der Gruppe von Patrick Sang, unter dem auch Eliud Kipchoge trainiert, anschloss.
| Splitzeiten Halbmarathon-WM Gdynia, 17. Oktober 2020 | Splitzeiten Halbmarathon-WM Gdynia, 17. Oktober 2020 | Splitzeiten Halbmarathon-WM Gdynia, 17. Oktober 2020 | Splitzeiten Halbmarathon-WM Gdynia, 17. Oktober 2020 |
| Distanz                                              | Split                                                | Gesamtzeit                                           |                                                      |
| ---------------------------------------------------- | ---------------------------------------------------- | ---------------------------------------------------- | ---------------------------------------------------- |
| 5 km                                                 | 15:21 min                                            | 15:21 min                                            |                                                      |
| 10 km                                                | 15:26 min                                            | 30:47 min                                            |                                                      |
| 15 km                                                | 15:38 min                                            | 46:25 min                                            |                                                      |
| 20 km                                                | 15:39 min                                            | 1:02:04 h                                            |                                                      |
| 21,0975 km                                           | 3:14 min                                             | 1:05:18 h                                            |                                                      |

Im Februar 2020 beendete Kejeta den RAK-Halbmarathon mit 1:08:56 h auf Platz elf. Nachdem danach auf Grund der COVID-19-Pandemie zunächst keine Rennen mehr stattgefunden hatten und auch die Olympischen Spiele ausgefallen waren, gewann sie im September den Frankfurt Half Marathon Invitational, ein von den Organisatoren des Frankfurt-Marathons organisiertes Eliterennen mit größtenteils deutschen Teilnehmern, in 1:09:04 h.
Im Folgemonat lief sie bei den Halbmarathon-Weltmeisterschaften im polnischen Gdynia bei ihrem ersten Start im Nationaltrikot auf den zweiten Platz, hinzu kam Bronze im Team zusammen mit Laura Hottenrott und Rabea Schöneborn. Mit ihrer Endzeit von 1:05:18 h lief sie Europarekord für reine Frauenrennen (zuvor Lornah Kiplagat, 1:06:25 h) und blieb auch unter dem alten Weltrekord für reine Frauenrennen, den nun die zwei Sekunden schnellere Siegerin Peres Jepchirchir innehat. Außerdem verbesserte sie den 25 Jahre alten deutschen Rekord von Uta Pippig, die 1995 1:07:58 h gelaufen war, und mit ihrer Zwischenzeit von 30:47 min über 10 km auch Irina Mikitenkos nationalen Rekord von 30:57 min. Nach dem Rennen platzierte sie sich in der ewigen Weltbestenliste auf Rang 11.
2021 gab sie bei den Olympischen Sommerspielen ihre Olympiapremiere für Deutschland. Sie trat zum Marathonlauf in Sapporo an, wo sie nach 2:29:16 h als Sechste ins Ziel kam.
Im Januar 2024 erzielte Kejeta als Vierte des Dubai-Marathons die neue persönliche Bestzeit von 2:21:47 h. Mit der zweitschnellsten jemals von einer deutschen Läuferin gelaufenen Zeit erfüllte sie die Olympianorm für Paris. Dort stieg Kejeta allerdings bereits vor der Halbmarathonmarke aus dem Rennen aus.

## Vereinszugehörigkeiten und Trainer
Kejeta startet seit 2019 für das von ihrem Trainer Winfried Aufenanger neu gegründete Laufteam Kassel. Bis 2015 war sie bei der LG Eintracht Frankfurt und von 2016 bis 2018 beim PSV Grün-Weiß Kassel.

## Ehrungen
- 2020 von German Road Races (GRR) zur Straßenläuferin des Jahres gekürt.[22]

## Persönliche Bestzeiten
(Stand: 26. November 2020)
- 10-km-Straßenlauf: 30:47 min, 17. Oktober 2020, Gdynia
- Halbmarathon: 1:05:18 h, 17. Oktober 2020, Gdynia (Europarekord)
- Marathon: 2:23:57 h, 29. September 2019, Berlin

## Persönliche Erfolge
| Datum/Jahr    | Rang | Wettbewerb                           | Austragungsort    | Zeit     | Bemerkung                                                            |
| ------------- | ---- | ------------------------------------ | ----------------- | -------- | -------------------------------------------------------------------- |
| 11. Aug. 2024 | DNF  | Olympische Sommerspiele 2024         | Paris             | –        | Olympiamarathon                                                      |
| 7. Aug. 2021  | 6    | Olympische Sommerspiele 2020         | Sapporo           | 02:29:16 | Olympiamarathon                                                      |
| 4. Apr. 2021  | 9    | Istanbul-Halbmarathon                | Istanbul          | 01:07:32 | 8. N Kolay İstanbul Yarı Maratonu                                    |
| 17. Okt. 2020 | 2    | Halbmarathon-Weltmeisterschaften     | Gdynia            | 01:05:18 | 24. Halbmarathon-Weltmeisterschaften                                 |
| 13. Sep. 2020 | 1    | Frankfurt Half Marathon Invitational | Frankfurt am Main | 01:09:04 | Qualifikationsrennen für die 24. Halbmarathon-Weltmeisterschaften    |
| 21. Feb. 2020 | 11   | RAK-Halbmarathon                     | Ra’s al-Chaima    | 01:08:56 | 14th Ras Al Khaimah Half Marathon                                    |
| 29. Sep. 2019 | 6    | Berlin-Marathon                      | Berlin            | 02:23:57 | 46. BMW Berlin-Marathon; Marathondebüt                               |
| 30. Juni 2019 | 1    | Hamburg-Halbmarathon                 | Hamburg           | 01:11:29 | 25. hella hamburg halbmarathon                                       |
| 15. Juni 2019 | 1    | Zwolle-Halbmarathon                  | Zwolle            | 01:09:29 | 19. Scania Zwolse Halve Marathon (Halbmarathon)                      |
| 8. Juni 2019  | 4    | Oelder Citylauf                      | Oelde             | 00:31:50 | 22. Internationaler Oelder Sparkassen-Citylauf; 10 km                |
| 29. Apr. 2018 | 1    | Würzburger Residenzlauf              | Würzburg          | 00:32:39 | 30. Würzburger Residenzlauf                                          |
| 8. Apr. 2018  | 1    | Berliner Halbmarathon                | Berlin            | 01:09:04 | 38. Berliner Halbmarathon                                            |
| 25. März 2018 | 2    | Venloop                              | Venlo             | 01:08:41 | 13. Venloop (Halbmarathon)                                           |
| 31. Dez. 2017 | 3    | Silvesterlauf Trier                  | Trier             | 00:15:49 | 28. Internationaler Silvesterlauf Trier (5 km Elite-Lauf der Frauen) |
| 15. Okt. 2017 | 1    | Krakau-Halbmarathon                  | Krakau            | 01:12:04 | 4. PZU Cracovia Półmaraton Królewski (HM)                            |
| 1. Okt. 2017  | 1    | Kassel-Marathon                      | Kassel            | 01:11:36 | 11. EAM Kassel Marathon (Halbmarathon; Streckenrekord)               |
| 24. Sep. 2017 | 2    | Route du Vin                         | Remich            | 01:11:19 | 56. Route du Vin Remich–Wormeldingen–Remich (HM)                     |
| 10. Sep. 2017 | 1    | Kiellauf                             | Kiel              | 01:11:47 | Kiel.Lauf (Halbmarathon)                                             |
| 2. Apr. 2017  | 4    | Berliner Halbmarathon                | Berlin            | 01:11:00 | 37. Berliner Halbmarathon                                            |
| 12. März 2017 | 3    | CPC Loop Den Haag                    | Den Haag          | 01:12:30 | 43rd NN CPC Half Marathon                                            |
| 23. Okt. 2016 | 2    | EDP Medio Maratón Mujer Madrid       | Madrid            | 01:14:00 | EDP Medio Maratón de la Mujer de Madrid (HM)                         |
| 9. Okt. 2016  | 2    | The Great 10k Berlin                 | Berlin            | 00:33:09 | The Great 10k Berlin (ehemals ASICS Grand 10)                        |
| 22. Juni 2016 | 2    | Darmstädter Stadtlauf                | Darmstadt         | 00:18:27 | 39. Darmstädter Stadtlauf; Grand Prix Women 5,5 km                   |
| 20. Sep. 2015 | 1    | Küstenmarathon                       | Otterndorf        | 01:15:18 | 16. Sparkassen-Küstenmarathon (Halbmarathon)                         |
| 4. Apr. 2015  | 8    | Paderborner Osterlauf                | Paderborn         | 00:34:17 | 69. Paderborner Osterlauf; 10 km                                     |
| 29. März 2015 | 9    | Berliner Halbmarathon                | Berlin            | 01:16:03 | 35. Berliner Halbmarathon                                            |
| 23. Nov. 2014 | 2    | Darmstadt-Cross                      | Darmstadt         | 00:23:29 | Darmstadt-Cross 2014; 6700 m                                         |
| 28. Sep. 2014 | 5    | Route du Vin                         | Remich            | 01:15:19 | 53. Route du Vin Remich–Wormeldingen–Remich (HM)                     |
| 31. Mai 2014  | 1    | Mannheim-Marathon                    | Mannheim          | 01:15:06 | SAP Arena Marathon (Halbmarathon)                                    |
| 1. Sep. 2013  | 1    | Darmstadt-Halbmarathon               | Darmstadt         | 01:16:46 |                                                                      |
| 6. Jan. 2013  | 2    | Adana-Halbmarathon                   | Adana             | 01:11:21 | Adana Kurtuluş Yarı Maratonu                                         |
| 30. Sep. 2012 | 13   | Delhi-Halbmarathon                   | Neu-Delhi         | 01:16:51 | Airtel Delhi Half Marathon                                           |
| 8. Apr. 2012  | 3    | Humarathon                           | Ivry-sur-Seine    | 01:10:27 | Halbmarathon Ivry-sur-Seine–Vitry-sur-Seine                          |
| 25. Sep. 2011 | 1    | Turin Half Marathon                  | Turin             | 01:12:41 |                                                                      |
| 3. Apr. 2011  | 5    | Rabat-Halbmarathon                   | Rabat             | 01:10:43 | Semi-Marathon International de Rabat                                 |

(DNF – Did Not Finish)
weitere Resultate siehe Athletenporträt ARRS (Association of Road Racing Statisticians)